# Кампос, Бруно
Бруно Кампос (англ. Bruno Campos; род. 1973) — американский актёр бразильского происхождения, получивший известность благодаря роли доктора Квентина Косты в телесериале Части тела.

## Биография и карьера
Бруно Кампос родился 3 декабря 1973 года в городе Рио-де-Жанейро в Бразилии. Провёл детство, путешествуя по Бразилии, Канаде, Бахрейну и США. У него есть три сестры.
В возрасте 14 лет поступил в академию искусств Interlochen Arts в Мичигане. Обучался драме в Северо-западном Университете. В данный момент проходит обучение в University Of Michigan Law School.
В 1995 году Бруно сыграл главную роль в бразильском фильме O Quatrilho, который был номинирован на премию «Оскар» в категории «Лучший иностранный фильм». В том же году он сыграл главную роль пьесе All’s Well That Ends Well в постановке театра The Goodman Theatre под руководством Мэри Циммерман. В 1998 году журнал People включил актёра в свой список самых сексуальных мужчин планеты.
Американским зрителям Кампос стал известен после роль Диего в ситкоме «Джесси» канал NBC с Кристиной Эпплгейт в главной роли. Также он снялся в роли Джоуи Ривера в сериале Leap Years (канала Showtime). Но мировую известность Бруно принесла роль пластического хирурга Квентина Косты и маньяка по прозвищу Резак в телевизионной драме «Части тела».
В 2009 году Кампос озвучил роль принца Навина в мультфильме студии Disney «Принцесса и лягушка», эта картина была номинирована на три премии «Оскар».
В 2010 году Бруно появился в сериале «Частная практика» в роли парня героини Кейди Стрикленд. В феврале 2011 начал обучение в юридической школе Мичигана, оставив на время карьеру актёра.

## Фильмография
| Кино        | Кино                       | Кино                           | Кино                 | Кино                                            |
| Год         | Название                   | В оригинале                    | Роль                 | Примечания                                      |
| ----------- | -------------------------- | ------------------------------ | -------------------- | ----------------------------------------------- |
| 1995        | Ноль с четвертью           | O Quatrilho                    | Массимо              |                                                 |
| 2001        | Мутанты 2                  | Mimic 2                        | Детектив Класки      |                                                 |
| 2003        | Допамин                    | Dopamine                       | Уинстон              |                                                 |
| 2005        | Голубая луна               | Blue Moon                      | Фиорио               |                                                 |
| 2005        | Холодные ноги              | Cold Feet                      | Джо                  |                                                 |
| 2005        | Безумная любовь            | Crazylove                      | Майкл                |                                                 |
| 2009        | Пробуждение                | Wake                           | Варрнес              |                                                 |
| 2009        | Принцесса и лягушка        | The Princess & The Frog        | Принц Навин          | озвучка                                         |
| Телевидение |                            |                                |                      |                                                 |
| Год         | Название                   | В оригинале                    | Роль                 | Примечания                                      |
| 1996        | Вам решать                 | Você Decide                    | Базилио              | эпизод «Marcas do Passado»                      |
| 1997        | Сыновья Чикаго             | Chicago Sons                   | Рауль                | эпизод «Infrequent Flyers»                      |
| 1997        | Непредсказуемая Сьюзан     | Suddenly Susan                 | Карлос Ривера        | эпизод «A Boy Like That»                        |
| 1997        | Последний Дон              | The Last Don                   | Джимми Сантадио      | мини-сериал                                     |
| 1997        | В полной безопасности      | Total Security                 | неизвестно           | эпизод «Pilot»                                  |
| 1998        | Сибилл                     | Cybill                         | Джанни               | эпизод «Don Gianni»                             |
| 1998-2000   | Джесси                     | Jesse                          | Диего Васкес         | 42 эпизода                                      |
| 2001        | Бульвар воскрешения        | Resurrection Blvd.             | Джозеф Маркес        | 3 эпизода                                       |
| 2001        | Растущие годы              | Leap Years                     | Джо Ривера           | 20 эпизодов                                     |
| 2002        | Мисс Майами                | Miss Miami (Miami Jonez)       | неизвестно           | телевизионный фильм                             |
| 2003        | Уилл и Грейс               | Will & Grace                   | Антон                | эпизод «Fagmalion Part 4: The Guy Who Loved Me» |
| 2003        | Скорая помощь              | ER                             | Доктор Эдди Дорсет   | 5 эпизодов                                      |
| 2004        | Следователь                | The D.A.                       | Марк Камачо          | 4 эпизода                                       |
| 2004        | Юристы Бостона             | Boston Legal                   | Марк Уиллис          | эпизод «Questionable Characters»                |
| 2004-2005   | Части тела                 | Nip/Tuck                       | Доктор Квентин Коста | 16 эпизодов                                     |
| 2006        | Свадебный альбом           | The Wedding Album              | Тони Дзатто          | главная роль                                    |
| 2006        | Детектив Раш               | Cold Case                      | Рамон Дельгадо       | эпизод «Lonely Hearts»                          |
| 2008        | Ночная жизнь               | Night Life                     | Доктор Стив Ларуш    | телевизионный фильм                             |
| 2008        | C.S.I.: Место преступления | CSI: Crime Scene Investigation | Рэнди Хоппер         | эпизод «The Happy Place»                        |
| 2009        | Числа                      | Numb3rs                        | Рэндалл Несполла     | эпизод «Sneakerhead»                            |
| 2009        | Касл                       | Castle                         | Кэлвин Кризон        | эпизод «Hell Hath No Fury»                      |
| 2009        | Доктор дорогих домов       | Royal Pains                    | Чарльз Кейси         | 4 эпизода                                       |
| 2010        | Говорящая с призраками     | Ghost Whisperer                | Вернон Докс          | эпизод «Living Nightmare»                       |
| 2010        | Частная практика           | Private Practice               | Доктор Скотт         | эпизод «'Til Death Do Us Part»                  |
| 2010        | Ищейка                     | The Closer                     | Доктор Луис Наварро  | эпизод «Heart Attack»                           |

## Награды
- 1999 ALMA Awards: Outstanding Actor in a Comedy Series — Джесси (выиграл)
- 2000 ALMA Awards: Outstanding Actor in a Drama Series — Джесси (номинация)
- 2010 Black Reel: Best Ensemble — Принцесса и лягушка (номинация)